# الشرفا (إسلي)
الشرفا هي إحدى مشيخات المملكة المغربية، تتبع جغرافيا لعمالة وجدة أنكاد وإداريًا لإسلي. يقدر عدد سكانها بـ 1311 نسمة حسب الإحصاء الرسمي للسكان والسكنى لسنة 2004.